# Дикимдя (Гірський улус)
Дикимдя (рос. Дикимдя) — село у Гірському улусі Республіки Сахи Російської Федерації.
Населення становить 611  осіб. Належить до муніципального утворення Митахський наслег.

## Історія
Згідно із законом від 30 листопада 2004 року органом місцевого самоврядування є Митахський наслег.

## Населення
| 2002 | 2010 |
| ---- | ---- |
| 617  | ↘611 |